# Tusikila Mampuya
Tusikila Mampuya (ur. 2 lutego 1977) – kongijski piłkarz grający na pozycji bramkarza.

## Kariera klubowa
W swojej karierze piłkarskiej Mampuya był między innymi zawodnikiem klubu AC Sodigraf z Kinszasy.

## Kariera reprezentacyjna
W 2000 roku Mampuya został powołany do reprezentacji Demokratycznej Republiki Konga na Puchar Narodów Afryki 2000. Na tym turnieju był rezerwowym bramkarzem i nie rozegrał żadnego meczu. W kadrze narodowej ostatecznie nie zadebiutował.